# Городецьке (Новгородська область)
Городецьке (рос. Городецкое) — присілок в Холмському районі Новгородської області Російської Федерації.
Населення становить 12 осіб. Входить до складу муніципального утворення Морховське сільське поселення.

## Історія
Від 2004 року входить до складу муніципального утворення Морховське сільське поселення.

## Населення
| 2010 |
| ---- |
| 12   |